# Siparuna ficoides
Siparuna ficoides är en tvåhjärtbladig växtart som beskrevs av S.S.Renner & Hausner. Siparuna ficoides ingår i släktet Siparuna och familjen Siparunaceae. Inga underarter finns listade i Catalogue of Life.